# Englisches Monument
Das Englische Monument ist ein Trinkgefäß in Form einer antiken Säule. Es besteht aus vergoldetem Silber und wurde 1558/1559 in Antwerpen hergestellt. Die Säule steht auf einer rechteckigen Basis mit Verzierung. Auf der Stirnseite des Sockels ist das Wappen der Tudor abgebildet, seine Gesamthöhe beträgt 54 cm. Heute gehört es zu den herausragenden Objekten in Bestand des Historischen Museums Frankfurt (Inv.-Nr. X41).
In England bestieg im Jahre 1553 die katholische Königin Maria I. den Thron. Sie schickte sich an, das Land zu rekatholisieren und schreckte dabei vor grausamer Verfolgung der Protestanten nicht zurück. Viele der Protestanten flohen, unter anderem nach Frankfurt am Main. Dort fanden sie gastfreundliche Aufnahme. Es war ihnen erlaubt, Gottesdienst in ihrer Muttersprache in der Weißfrauenkirche abzuhalten. Nach der Thronbesteigung der Königin Elisabeth I. konnte die Gruppe wieder nach England zurückkehren. Für die erwiesene Gastfreundschaft schenkten sie dem Rat der Stadt Frankfurt einen vergoldeten Deckelpokal. Das nach den Spendern so genannte Englische Monument wurde der Frankfurter Stadtbibliothek übergeben. Es ist das erste museale Objekt, das als Solches in den Besitz der Stadt Frankfurt kam. Die Frankfurter Stadtbibliothek wurde in der Folge zum Mutterinstitut der frühesten Frankfurter Museen und wissenschaftlichen Einrichtungen.